# Lewisville (Texas)
Lewisville é uma cidade localizada no estado norte-americano do Texas, no Condado de Dallas e Condado de Denton.

## Demografia
Segundo o censo norte-americano de 2000, a sua população era de 77.737 habitantes.
Em 2006, foi estimada uma população de 94.589, um aumento de 16852 (21.7%).

## Geografia
De acordo com o United States Census Bureau tem uma área de 109,7 km², dos quais 95,3 km² cobertos por terra e 14,4 km² cobertos por água.

## Localidades na vizinhança
O diagrama seguinte representa as localidades num raio de 12 km ao redor de Lewisville.